# Muricella brunnea
Muricella brunnea är en korallart som beskrevs av Kükenthal 1924. Muricella brunnea ingår i släktet Muricella och familjen Acanthogorgiidae. Inga underarter finns listade i Catalogue of Life.